# Bongoville
Bongoville es una comuna gabonesa, chef-lieu del departamento de Djouori-Agnili de la provincia de Haut-Ogooué.
En 2013 la comuna tenía una población de 2633 habitantes, de los cuales 1316 eran hombres y 1317 eran mujeres.
Hasta la primera mitad del siglo XX, el área del actual Bongoville lo formaban un conjunto de pequeñas aldeas dispersas a lo largo de las mesetas Batéké. En esta zona nació en 1935 Omar Bongo, presidente del país entre 1967 y 2009, quien con el tiempo acabaría dando nombre a la localidad. La actual localidad, llamada en sus primeros años Lewaï, se fundó en 1964 mediante la agrupación de los habitantes de los pueblos vecinos en torno a la carretera R16.
Se ubica unos 30 km al este de la capital provincial Franceville, sobre la carretera R16 que lleva a la República del Congo.

## Deportes
- Athletic Club Bongoville